# Königsmoos
Königsmoos település Németországban, azon belül Bajorországban. Lakosainak száma 5054 fő (2023. december 31.).

## Népesség
A település népessége az elmúlt években az alábbi módon változott:
| Lakosok száma | 3195 | 2379 | 4468 | 4516 | 4542 | 4619 | 4755 | 4746 | 4994 | 5054 |
|               | 1970 | 1975 | 2011 | 2012 | 2014 | 2015 | 2017 | 2019 | 2022 | 2023 |